# باربارا باکسر
باربارا باکسر (به انگلیسی: Barbara Boxer) (زادهٔ ۱۱ نوامبر ۱۹۴۰) سناتور ایالت کالیفرنیا در سنای ایالات متحده آمریکا است که برای نخستین‌بار در ۳ ژانویه ۱۹۹۳ به‌عضویت این مجلس درآمد. وی در زمرهٔ سناتورهای گروه سوم است که به‌مدت ۶ سال در سنا حضور دارند و تا تاریخ ۳ ژانویه ۲۰۱۷ در این مجلس خواهد بود.

## پلتفرم و رای ها

### مراقبت بهداشتی
سناتور باکسر عضوی از ائتلافیست که برای افزایش پژوهش برای یافتن درمان امراض تلاش می‌کند. او در ۲۰۱۰ با رای خود از اصلاح مراقبت بهداشتی پیشنهادی دولت اوباما حمایت کرد.

### حقوق تولید مثل
باکسر از حامیان سرسخت حقوق تولید مثل و جنبش حامی انتخاب (حامی سقط جنین) است.

### تامین اجتماعی
باکسر حامی نظام کنونی تامین اجتماعی است و با خصوصی سازی جزئی تأمین اجتماعی توسط پرزیدنت جرج بوش مخالفت کرد.

### جنگ عراق
باکسر در اکتبر ۲۰۰۲ علیه قطعنامه مشترک مصوب کنگره امریکا رای داد که اجازه استفاده از قوای نظامی توسط دولت بوش علیه عراق را می‌داد.

### سیاست خارجی
باکسر علیه اشغال عراق و جنگ اول خلیج فارس رای داد از مخالفین جنگ ویتنام بود.
او در ۲۰۰۲ از طراحان قطعنامه‌ای بود که روسیه را به خاطر حمایت از بشار اسد محکوم می‌کرد.

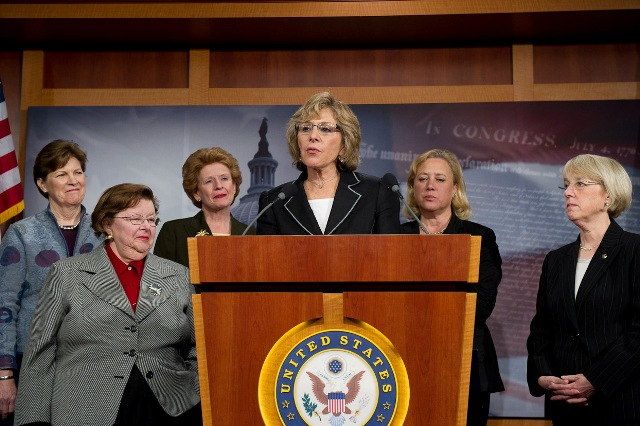
سناتور باکسر به همراه زنان دمکرات سنا در حال سخنرانی درباره سلامت زنان.

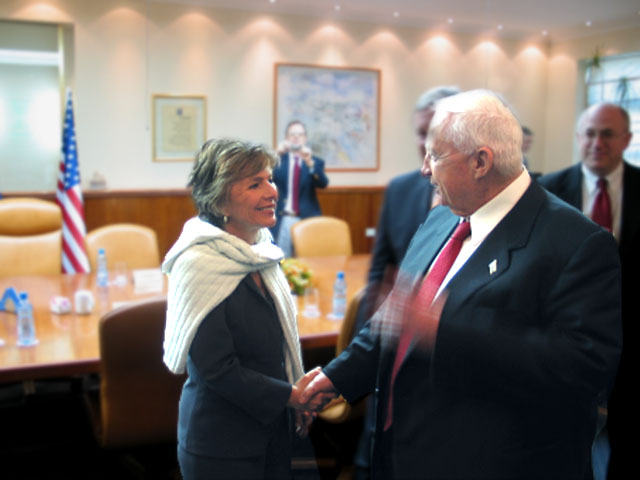
باکسر در ملاقات با آریل شارون نخست وزیر وقت اسرائیل

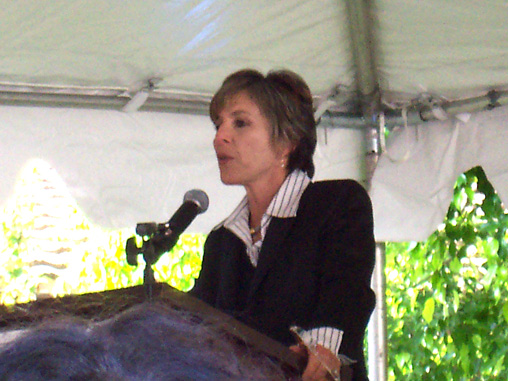